# Empire-F-Typ
Die Empire-F-Typ oder Empire-F-Klasse war eine im Zweiten Weltkrieg in Großbritannien gebaute Serie von Küstenmotorschiffen. Sie zählen zur Gruppe der Empire-Schiffe.

## Beschreibung
Die Schiffe wurden im Auftrag des Ministry of War Transport (MOWT) gebaut. Sie waren als reine Küstenfrachter mit einer Länge von rund 45 Metern und einer Tragfähigkeit von rund 400 Tonnen ausgelegt. Die Schiffe hatten eine Back, ein tief herabgezogenes Hauptdeck und ein ganz achtern über der erhöhten Poop und dem Maschinenraum angeordnetes Deckshaus. Der Schiffsrumpf mit Spiegelheck bestand zur Konstruktionsvereinfachung fast ausschließlich aus gerade zugeschnittenen Stahlplatten. Der Bau der Schiffe geschah in Sektionsbauweise, wobei die einzelnen Sektionen größtenteils nicht auf den Bauwerften gefertigt, sondern aus verschiedenen Landbetrieben zugeliefert wurden. Als Antriebsanlage diente jeweils ein Dieselmotor. Die Einheiten wurden 1944/45 abgeliefert und erhielten mit dem Begriff  Empire beginnende Namen, deren zweiter Begriff mit dem Buchstaben F begann. Die Bauserie von insgesamt 24 Einheiten wurde von den folgenden zwei Werften durchgeführt.
- Henry Scarr in Hessle (12 Einheiten)
- Goole Shipbuilding and Repairing Company in Goole (13 Einheiten)

Parallel zu den Plänen des Empire-F-Typs wurde der großteils baugleiche Entwurf der Küstentanker-Baureihe des Chant-Typs (von Channel Tanker) durchgeführt. Ein wesentlicher Punkt im Hinblick auf die Entwicklung der beiden Schiffstypen war der Einsatz während der Landung in der Normandie.